# Rules of Survival
『Rules of Survival』（ルールズ・オブ・サバイバル、RoS）は、NetEase Gamesが開発・販売したfree-to-playのマルチプレイヤーオンラインバトルロイヤルゲーム。2017年11月にベータ版でリリースされ、2018年10月までに世界のプレイヤー数が2億3000万人に到達した。2022年6月27日をもってサービスを終了した。
2018年5月30日時点で、本作はSteamにもリリースされている。無料で提供されている非Steam版とは異なり、Steam版は有償販売されていたが購入することで「特別ギフト」が提供された。本作は2018年6月13日までにSteamから一旦取り下げられたが、2018年6月28日までに復活した。

## ゲームプレイ
Rules of Survivalはプレイヤーが最後の1人（または最後の1チーム）の生き残るために戦うバトルロイヤルジャンルの標準的な形態である。プレイヤーは異なるモード(ソロ、デュオ、スクワッド(4人)またはFireteam(5人))で試合を行うことができる。いずれのモードにおいても最後の1人かチームが試合に勝利する。ゲームにはGhillie Island（120人プレイヤー、4.8km×4.8km）と Fearless Fiord（300人プレイヤー、8km×8km）の2つのマップが存在する。他にもプレイヤーがゴールドを獲得できるGold Modeや試合中にダイヤモンドを獲得できるDiamond Modeなどがある。Fearless Fordマップの導入で、ピストルとバックパック、基本的なアーマーを装備したプレイヤーがマップの特定エリアのみ降りることができる新たな試合の形式「Blitzkrieg」が追加された。Blitzkriegはプレイヤーを真正面から衝突させることを意図していた。
試合は全てのプレイヤーが島の一箇所に集められた所から始まる。カウントダウンの終了後、プレイヤーは航空機から島へとパラシュート降下し、島に置かれた武器、アーマー、医療キットや乗車可能な車両を奪うことができる。また、プレイヤーはキルしたプレイヤーの装備品を盗むこともできる。三人称視点モードではプレイヤーは三人称視点と一人称視点を切り替えることができる。本作はまた一人称視点のみの一人称視点モードも提供している。ゲームが進むにつれて、セーフゾーンは次第に規模が縮小していき、セーフゾーン外にいるプレイヤーはダメージを受ける。そのためより狭いセーフゾーンへプレイヤーが移動することで接敵の蓋然性を高めることにつながる。試合中にはランダムな地点にランダムな補給物資が入った箱が投下されるが、通常のゲームプレイでは獲得できない特別なアイテムが中に入っていることもある。
試合の終了後、プレイヤーは生存期間、プレイヤーがキルしたプレイヤー数及びプレイヤーのレベルにもとづきゲーム内通貨を獲得する。この通貨はその後キャラクターまたは武器カスタマイズ用のコスメアイテムが中に入った補給ボックスの購入に用いることができる。

## 論争
モバイル版のリリース前の2018年1月にPUBG Corporation（PUBG Corp）はNetEase Gamesのモバイルゲーム『Rules of Survival』と『荒野行動』が『PlayerUnknown's Battlegrounds』(PUBG)の著作権を侵害しているとしてNetEase Gamesに対しカリフォルニア州北部地区連邦地方裁判所に訴訟を提起した。PUBG Corpの訴訟ではRules of Survivalは「PUBGの要素を個別及びまたは組み合わせた視聴覚著作物である」と主張し、両方の作品に同様に登場するいくつかの要素を示した。これらの要素の多くはバトルロイヤルゲームの一般的な特徴であるが、PUBG Corpはゲームに勝利することに対するチキンへの言及や調理器具を武器として使用することなどPUBG特有の要素がコピーされたと主張した。PUBG CorpはまたNetEaseを「PUBGが携帯端末版PUBGをリリースする前に市場シェアを獲得する目的でPUBGを低コストでクローニングした」と非難した。PUBG Corpは損害賠償金の支払い及びNetEaseに対しそれらのゲームの配信停止の両方を求めていたが、PUBG CorpのAppleへのゲーム撤去要求に対し、NetEaseは自社のゲームのPUBGの著作権侵害を否定した。2019年5月24日、NetEaseはPUBG Corpとの間で和解が成立したことでNetEase Gamesに対するPUBG Corpの全ての訴えを裁判所が棄却したことを発表した。